# Hell Awaits
A Hell Awaits a Slayer második teljes hosszúságú albuma volt. A Metal Blade Recordsnál jelent meg. Ez az album a későbbi death metal előfutárának tekinthető, követőjével, a Reign In Blood-dal egyetemben. Szövegileg a fő hatás az okkultizmus, és a sátánizmus. Ennek hatása szintén tetten érhető a későbbi death zenekarok munkásságában (Morbid Angel, Deicide, és mások).

## Dalok
1. Hell Awaits (Hanneman/King) – 6:12
2. Kill Again (Hanneman/King) – 4:52
3. At Dawn They Sleep (Araya/Hanneman/King) – 6:16
4. Praise Of Death (Hanneman/King) – 6:17
5. Necrophiliac (Hanneman/King) – 3:43
6. Crypts Of Eternity (Araya/Hanneman/King) – 6:37
7. Hardening Of The Arteries (Hanneman) – 3:57

## Közreműködők
- Tom Araya – Basszusgitár, Ének
- Jeff Hanneman – Gitár
- Kerry King – Gitár
- Dave Lombardo – Dob
- Bill Metoyer – Producer, Hangmérnök
- Carolyn Collins – Segédhangmérnök
- Ron Fair – Hangmérnök
- Brian Slagel – Producer